# Эмерсон Теннент, Джеймс
Сэр Джеймс Эмерсон Теннент (англ.  James Emerson Tennent; (7 апреля 1804 — 6 марта 1869) — британский политик, путешественник и писатель, филэллин и участник Освободительной войны Греции. Губернатор Цейлона. Автор большого числа книг широкого спектра тематики.

## Молодость
Родился в 1804 году в Белфасте.
Третий сын Вильяма Эмерсона, торговца из Белфаста, и Сары, дочери Вильяма Арбатнота (William Arbuthnot of Rockville).
Получил образование в Академии Белфаста (Belfast Academy) и в Тринити-колледже, Дублин.

## Греция
Со школьной скамьи проявил любовь к Классической Греции, что с началом Освободительной войны Греции в 1821 году во многом предопределило его участие в деятельности филэллинских комитетов Англии. Впоследствии отправился в сражающуюся Грецию и по прибытии в Месолонгион вступил в артиллерийское подразделение организованное лордом Байроном.
Он стал тесным сотрудником Байрона и вместе с графом Gamba оставался при Байроне до смерти поэта.
После смерти Байрона вернулся в Англию.

## Второй приезд в Грецию
В начале 1825 года он вновь прибыл в Грецию. На этот раз через британские Ионические острова на Пелопоннес. Греческое командование признало его опыт в артиллерийском подразделении Байрона и присвоило ему звание капитана артиллерии. Некоторые источники информируют, что он принял участие в боях повстанцев с целью снять осаду Акрополя, что требует, однако, подтверждения.
В этот раз он пробыл большой период времени на островах Идра и Спеце, с целью описать организацию и деятельность флота греческих повстанцев и, в особенности, брандеров, даровавших грекам победы на море.
Его работы являются одним из самых значительных источников о деятельности флота греческих повстанцев против османского флота

### Работы о Греции
Участие в Освободительной войне Греции дало ему возможность написать и издать в Англии работы
«Картина Греции» (Picture of Greece (1826), «Письма с Эгейского моря» (Letters from the Aegean (1829), и «История современной Греции» (History of Modern Greece (1830).
В работе 1826 года он выступает с особенно положительной оценкой в греческом вопросе, выражает оптимизм касательно перспектив воссоздаваемого государства. Но одновременно он отмечает недостатки современных ему греков, а также трудности на пути организации современного европейского государства.
Он представил богатую информацию о Греции, сочетая повествование путешественника с политическим анализом, описывая экономику возрождающегося государства, местное производство и даже социальный анализ греческих традиций.
В Letters from the Aegean (1829) он описывает свои свои путешествия начатые из Суниона по Греческому Архипелагу — Сирос, Хиос, Смирна, Эфес, Малая Азия, Фокея, Самос, Патмос, Сими, Кастелоризо, побережье Ликии, Санторин, Сикинос, Иос, Наксос, Антипарос, Парос, Миконос, Делос, Милос и Кимолос.
По возвращении в Англию и соблюдая анонимность, он продолжал публиковать в британской прессе статьи в поддержку борьбы греков и их стремления воссоздать греческое государство.
Его работы стали заметными источниками для современных историков Греческой революции:Γ-64,65.
Особый интерес вызывает также его упоминание о участии некоторых англичан в заговоре против греческого военачальника Одиссея Андруцоса и покушении на его жизнь:Γ-139.

## Женитьба и начало политической деятельности
Его пригласили в Линкольнс-Инн в 1831 году. В том же году он женился на Летиции, дочери и наследницы (вместе с её двоюродным братом Робертом Теннентом, депутатом парламента от Белфаста 1848-52) Вильяма Теннента, состоятельного купца из Белфаста, который умер от холеры в 1832 году. Эмерсон принял по королевской лицензии фамилию своей жены в дополнение к своей собственной.
В 1832 году он стал членом парламента от избирательного округа Белфаста. В 1841 года он стал секретарём Контрольного комитета. В 1843 году печатники по ситцу Великобритании наградили его сервизом в знак признания того что он провёл в парламенте законопроект о авторских правах на теснённые на ситце рисунки. В этот период он был дружен как Ч. Диккенсом так и с биографом Диккенса Д. Форстером (John Forster), и ему был посвящён роман Диккенса Наш общий друг (1865).

## Цейлон
В 1845 году он был посвящён в лорды и назначен колониальным секретарём (Chief Secretary (British Empire) Цейлона где он оставался до 1850 года. Во время его пребывания на Цейлоне, экономическая депрессия в Соединённом королевстве серьёзно затронула местную экономику, в частности производство кофе и корицы. Плантаторы и торговцы требовали снижения экспортных пошлин. Теннент рекомендовал Генри Грею, государственному секретарю по делам колоний в Лондоне, что налогообложение должно быть радикально смещено с косвенного налога на прямой налог, и его предложение было принято. Было принято решение отменить экспортные пошлины на кофе и снизить экспортные пошлины на корицу, что создало дефицит в £40,000 фунтов стерлингов, который должен был покрываться за счёт прямого налогообложения населения. Это стало одной из причин «Восстания Матале» (Matale Rebellion) 1848 года..
Результаты его пребывания на Цейлоне отображены в работах «Христианство на Цейлоне» (Christianity in Ceylon (1850)) и «Цейлон, натура история и топография» (Ceylon, Physical, Historical and Topographical (2 vols., 1859). Последняя была иллюстрирована его протеже, товарищем по Ульстерману, Андрю Николлом (Andrew Nicholl). Оксфордский словарь английского языка приписывает ему первое употребление на английском термина «rogue elephant», являющееся переводом с сингальского термина wal aliya. Он был избран вторым президентом недавно созданного цейлонского филиала Королевского азиатского общества (Ceylon Branch of the Royal Asiatic Society) По возвращении в Соединённое королевство, он стал членом парламентского избирательного округа Лисбурна, и под руководством лорда Дерби возглавил в 1852 году секретариат Совета закона о бедных (Poor Law Board). С 1852 по 1867 год он был постоянным секретарём Торговой палаты и стал баронетом Темпо графства Фермана.

## Политик
В ранние годы его жизни его политические взгляды имели радикальный оттенок, и, хотя впоследствии он присоединился к тори, его консерватизм носил умеренный характер. Он ушёл от вигов вместе с лордом Дерби и Г. Джеймсом, а затем присоединился к Роберту Пилю. Однако он прервал свои отношения из-за хлебных законов и последовал за дербианцами. Он умер в Лондоне 6 марта 1869. Его семья состояла из двух дочерей и сына, сэра Вильяма Эмерсона Теннента (William Emerson Tennent), который был чиновником в министерстве торговли и после смерти которого баронетство Эмерсона Теннента исчезло.

## Писатель и журналист
Кроме книг о Греции Эмерсон написал эссе «Бельгия в 1840 году» (Belgium in 1840 (1841)), и «Вино: его пошлины и налогообложение» (Wine: its Duties and Taxation (1855)), «Очерки естественной истории Цейлона» (Sketches of the Natural History of Ceylon (1861)), «Дикий слон и метод его поимки на Цейлоне» (The Wild Elephant and The Method Of Capturing It in Ceylon (1867)). Он часто публиковался в журналах и был частым корреспондентом издания Notes and Queries.

## В зоологии
Имя Джеймса Эмерсона Теннента упоминается в научном названии вида шриланкийских ящериц Шишконосая агама (Ceratophora tennentii).

## Память о Эмерсоне Тенненте в Греции
В «Гетерии эллинизма и филэллинизма» хранятся греческие медали и ордена которыми был награждён этот английский филэллин, включая Орден Спасителя. Здесь также хранится золотая брошь с пучком волос лорда Байрона, переданная Эмерсону Тенненту графом Gamba. В 2021 году по случаю 200 лет с начала Освободительной войны Греции (1821—1829) Гетерия опубликовала посвящение Эмерсону Тенненту.